# Bailizhou
Bailizhou är en köping i Kina. Den ligger i provinsen Hubei, i den centrala delen av landet, omkring 240 kilometer väster om provinshuvudstaden Wuhan. Antalet invånare är 75 123. Befolkningen består av 37 837 kvinnor och 37 286 män. Barn under 15 år utgör 8,0 %, vuxna 15-64 år 77 %, och äldre över 65 år 13,0 %.
Runt Bailizhou är det tätbefolkat, med 383 invånare per kvadratkilometer. Bailizhou är det största samhället i trakten. Trakten runt Bailizhou består till största delen av jordbruksmark.
Genomsnittlig årsnederbörd är 1 313 millimeter. Den regnigaste månaden är maj, med i genomsnitt 197 mm nederbörd, och den torraste är december, med 17 mm nederbörd.